# Charles Kemble
Pour les articles homonymes, voir Kemble.
Charles Kemble, né le 25 novembre 1775 à Brecon, dans le Pays de Galles, et décédé le 12 novembre 1854 à Londres, est un acteur et auteur anglais.

## Biographie
Il est le fils de Roger Kemble (1721-1802), acteur et gérant d'une compagnie théâtrale itinérante dans laquelle travaillent presque tous les membres de la famille.
Il a onze frères et sœurs, dont 
- les actrices Sarah Siddons (1755-1831) et Elizabeth Whitlock (1761-1836),
- les comédiens John Philip Kemble (1757-1823) et Stephen Kemble (1758-1822),
- la femme de lettres Ann Hatton (1764-1838).

Charles Kemble fait des études à Douai, et rentre en Angleterre en 1792. Il a d'abord un emploi aux postes qu'il abandonne pour la scène. Il fait sa première apparition  à Sheffield comme Orlando dans As You Like It, puis en 1794 à Londres dans Macbeth. Il obtient de longs et éclatants succès à Drury-Lane, à Heymarket, à Covent-Garden. Vers la fin sa carrière, il est gêné par des problèmes d'argent. Il quitte la scène en 1836.
Son fils, John Mitchell Kemble (1807-1857), se distingue par ses recherches sur les origines de la langue anglaise, dont First History of English Language, Londres, 1834, et une édition du poème anglo-saxon Beowulf (1837).
Sa fille, Fanny Kemble (1809-1893), est une actrice et femme de lettres célèbre pour son Journal (1835) et son Journal of a Residence on a Georgian Plantation in 1838-1839 (1863).
Sa fille Adelaide Kemble (1815-1879) est une chanteuse d'opéra.